# Xyris ptariana
Xyris ptariana là một loài thực vật hạt kín trong họ Hoàng đầu. Loài này được Steyerm. miêu tả khoa học đầu tiên năm 1951.